# Thlypopsis
Thlypopsis – rodzaj ptaków z rodziny tanagrowatych (Thraupidae).

## Występowanie
Rodzaj obejmuje gatunki występujące w Ameryce Południowej.

## Morfologia
Długość ciała 12–14 cm, masa ciała 9,6–19 g.

## Systematyka

### Etymologia
Greckie θλυπις thlupis – nieznany mały ptak, być może zięba lub pokrzewka; οψις opsis – „wygląd”. W ornitologii thlypis oznacza albo lasówki lub, jak w tym przypadku, pokrzewkodziobe tanagry.

### Gatunek typowy
Nemosia fulvescens Strickland = Nemosia sordida d’Orbigny & Lafresnaye

### Podział systematyczny
Do rodzaju należą następujące gatunki:
- Thlypopsis sordida (d’Orbigny, 1837) – kapturzyk pomarańczowy
- Thlypopsis inornata (Taczanowski, 1879) – kapturzyk Taczanowskiego
- Thlypopsis fulviceps Cabanis, 1851 – kapturzyk kasztanowaty
- Thlypopsis pyrrhocoma Burns, Unitt & Mason 2016 – kapturzyk rudy
- Thlypopsis ruficeps (d’Orbigny & Lafresnaye, 1837) – kapturzyk żółtobrzuchy
- Thlypopsis superciliaris (Lafresnaye, 1840) – kapturzyk szarouchy
- Thlypopsis ornata (P.L. Sclater, 1859) – kapturzyk cynamonowy
- Thlypopsis pectoralis (Taczanowski, 1884) – kapturzyk inkaski